# Pseudobombax ellipticum
Pseudobombax ellipticum es una especie de planta fanerógama en la familia Malvaceae, subfamilia Bombacoideae. Son árboles de los bosques húmedos subtropicales. 

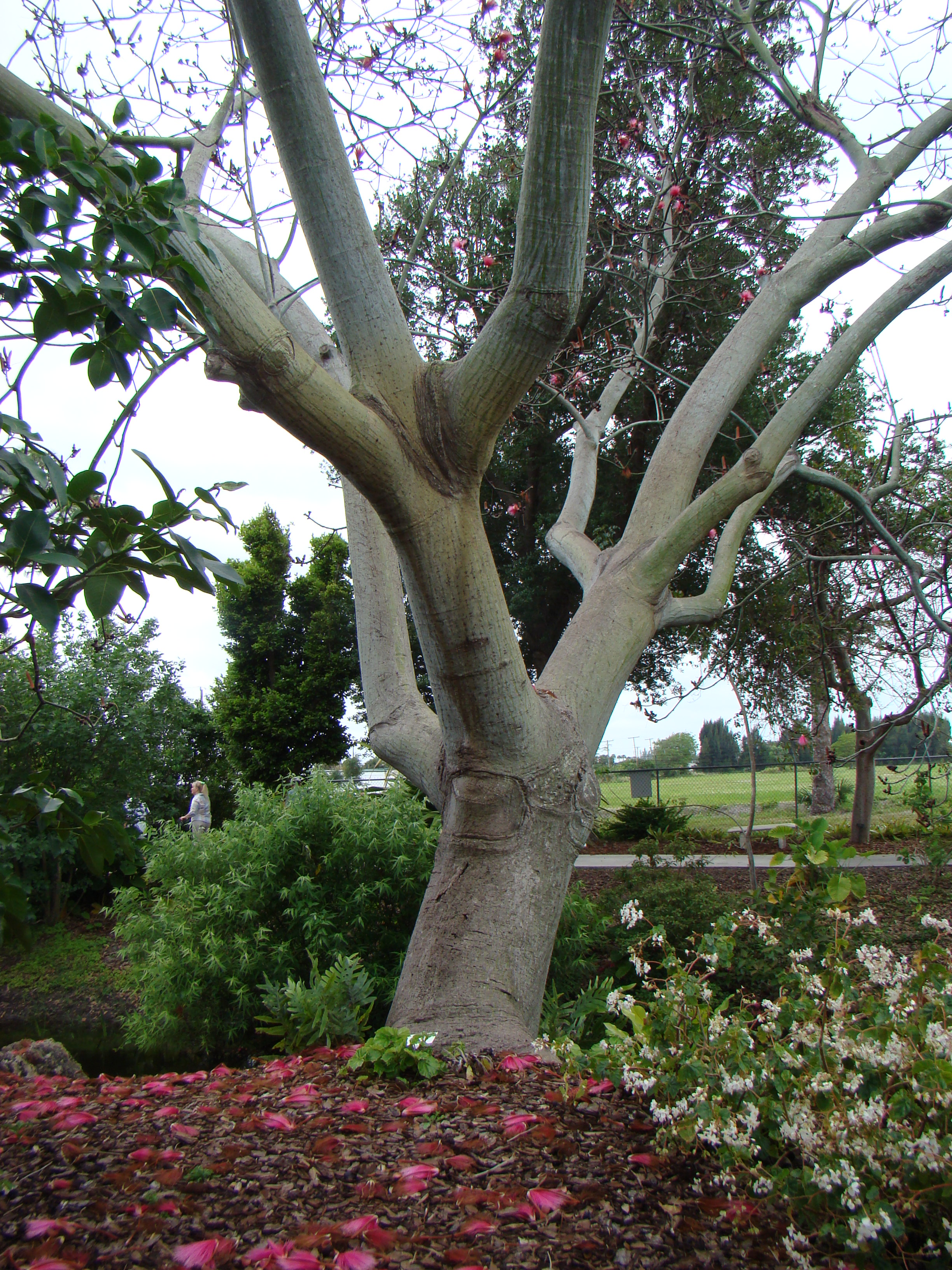
Vista del árbol

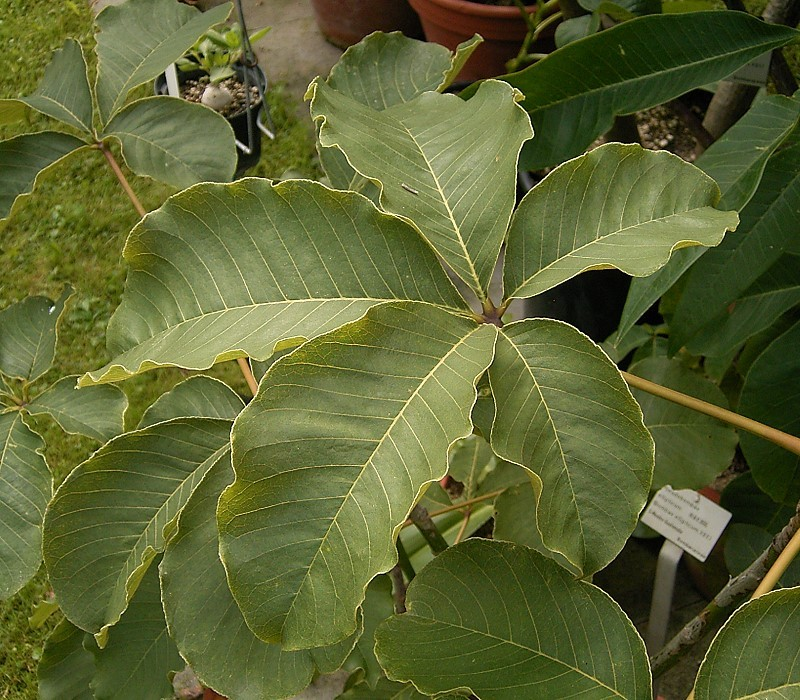
Hoja

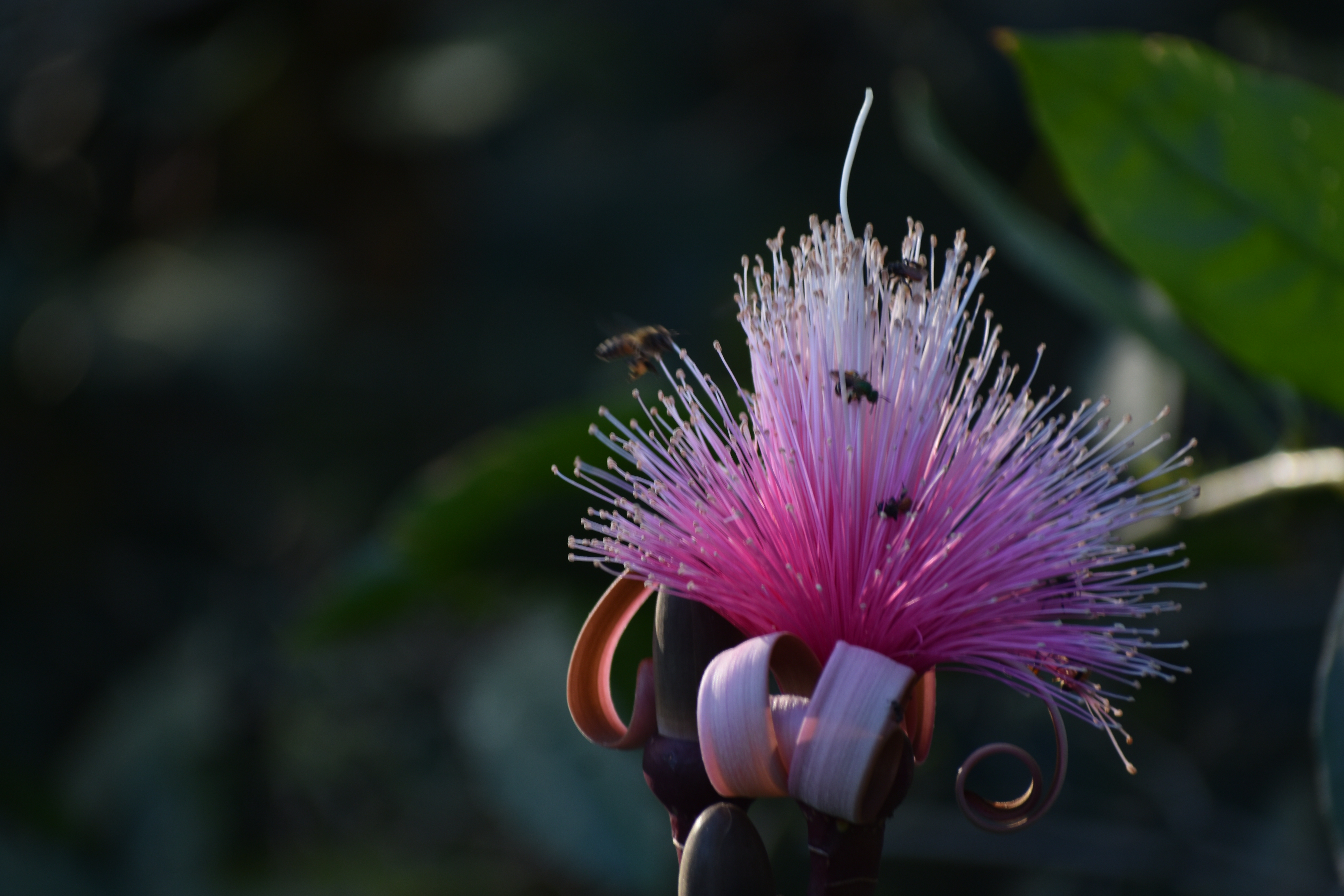
Pseudobombax ellipticum (Jilinjoche) en El Crucero, Managua, Nicaragua.

## Descripción
Es un	árbol con flores de color rosado y blanco, de 15 a 30 m de alto y hasta 1,5 m de diámetro. Floración de diciembre a mayo. Riego regular, reproducción por esqueje. Es nativa del sur de México, El Salvador, Guatemala, Honduras, y Nicaragua.

## Propiedades
Las flores y la corteza se utilizan en la medicina tradicional. Las semillas contienen un aceite que se emplea con fines de iluminación y para la fabricación de jabón.

## Taxonomía
Pseudobombax ellipticum fue descrita por (Kunth) Dugand y publicado en Caldasia 2(6): 67. 1943.
Sinonimia
- Bombax ellipticum Kunth
- Bombax mexicanum Hemsl.
- Carolinea fastuosa Sessé ex DC.[3]

## Nombres comunes
- coquito, clavellina, cabellos de ángel, cocuche, mocoque, guietiqui, itayata; amapola (Guatemala)
- Guie' tuiquii, chilochuchi, pochotle, xiloxochitl, itayata, flor de Sospó, Lele (México)[4]
- carolina (República Dominicana).